# Sortie limitée
 (signalé en juillet 2025).
Si vous disposez d'ouvrages ou d'articles de référence ou si vous connaissez des sites web de qualité traitant du thème abordé ici, merci de compléter l'article en donnant les références utiles à sa vérifiabilité et en les liant à la section « Notes et références ».
- Archive Wikiwix
- Bing
- Cairn
- DuckDuckGo
- E. Universalis
- Gallica
- Google
- G. Books
- G. News
- G. Scholar
- Persée
- Qwant
- (zh) Baidu
- (ru) Yandex
- (wd) trouver des œuvres sur Wikidata

Le terme de sortie limitée est généralement utilisé dans l’industrie du cinéma américaine : il s'applique aux films qui ne sont distribués que dans quelques salles du pays (en général dans quelques grandes villes, notamment New York et Los Angeles).
La sortie limitée est souvent utilisée pour mesurer l'intérêt du public pour des films spéciaux, comme des documentaires, des films indépendants, étrangers, ou d'art et essai. Souvent, les majors diffusent leurs blockbusters en sortie limitée en décembre afin de susciter la curiosité et l'engouement des critiques et du public. Par ailleurs, cette sortie limitée en décembre permet que le film concerné puisse concourir aux Oscars dès l'année suivante. Ces films sont ensuite distribués, plus tardivement, dans tout le pays.
Pour d'autres films, en revanche, la sortie limitée est un signe d'échec, qui signifie que les distributeurs ne croient pas au potentiel du film (par exemple après un accueil mitigé dans les festivals) et ne souhaitent pas l'exploiter dans tout le pays.
Certaines plateformes de streaming, comme Netflix ou Prime Video, utilisent également ce type d'exploitation dans certains pays pour proposer leurs films au cinéma avant leur sortie mondiale en ligne.